# 石川勾当
石川 勾当（いしかわ こうとう、生没年不詳）は、19世紀前半に京都で活躍した盲人音楽家（地歌三味線演奏家、作曲家）。

## 生涯
生年は不詳。生涯について詳しいことはあまり分かっていない。
文化・文政頃に活躍した地歌三味線の名手で、京流手事物の曲をいくつか残した。作風は同時代の作曲家の中でも風格の高さで群を抜き、高踏的。型破りで非常に長大な曲が多く、ことに器楽部である「手事」が長く複雑で、かつ難技巧を極める。歌の節付けも凝っている。
作品の一つ『八重衣』は、あまりにも難しく石川本人にすら弾けないほどであったため、検校たちの支持を得られず廃曲になりかけた。だが、九州の宮原検校がそれを惜しみ、箏の手付けの第一人者八重崎検校にたき付けて見事な箏の手を付けさせた。そのお陰で廃絶の危機を脱し、以後合奏曲として広く演奏されるようになったという。
既存曲の替手作りも得意で、いくつか現代にも伝えられ愛奏される。『玉川』の替手は特に名作として名高い。能や百人一首に取材した大曲の高度な格調といい、かなり由緒ある出身ではないかと想像され、また大変な三味線の名手でもあったものの、才能を疎まれ、弟子も少なく、生涯を通じて貧しく不遇な生活であったという。京都千本上長者町を東に入った路地奥に住んでいた。
晩年は洛北に侘び住まいしたとされ、没年も不明である。作品の雰囲気から言っても、妥協や型にはまることを厭う性格の持ち主であったことが想像される。しかし、石川の作品群は地歌手事物の頂点を極めたと言ってもよく、地歌のみならずあらゆる三味線音楽を通じ第一級の作品として、現代でも高い評価を失っていない。

## 主な作品

### 地歌曲

#### 自作曲（手事物）
- 『八重衣』（八重崎検校箏手付）
- 『新青柳』（八重崎検校箏手付）
- 『融（とおる）』（市浦検校箏手付）
  - 以上を「石川の三つ物」と呼ぶ。
- 『新娘道成寺』（宮原検校箏手付）

#### 三弦替手手付
- 『吾妻獅子』（峰崎勾当作曲）
- 『玉川』（国山勾当作曲）
- 『八段の調』（八橋検校作曲）